# Джафар ас-Садик
Абу́ Абдулла́х Джа́фар ибн Муха́ммад аль-Кураши́, более известный как Джа́фар ас-Са́дик (араб. جعفر الصادق‎; 20 апреля 702, Медина, Хиджаз, Омейядский халифат — 16 декабря 765, Медина, Хиджаз, Аббасидский халифат) — исламский учёный-богослов, правовед и хадисовед. Потомок пророка Мухаммеда.
Эпоним джафаритского мазхаба. Иснааш’ариты и исмаилиты почитают его в качестве шестого непогрешимого имама. Согласно доктрине шиитов обладал эзотерическими знаниями (джафр). Не претендовал на власть в Халифате и всячески отказывался от какого-либо участия в политической деятельности. Среди его учеников были как «крайние» шииты, так и основатели суннитских мазхабов. Джафару ас-Садику приписывается ряд произведений по хадисам, фикху, тафсиру, однако их авторство ставится под сомнение. После смерти Джафара ас-Садика шииты разделились на несколько общин, в том числе исмаилитская ветвь шиизма.

## Биография
Наибольшее внимание биографии Джафара ас-Садика уделяют различные шиитские течения. Он родился в Медине в семье потомка пророка Мухаммеда и Али ибн Абу Талиба — Мухаммада аль-Бакира. Мать Джафара была дочерью Касима ибн Мухаммада, который был известным факихом Медины и внуком Праведного халифа Абу Бакра. А его тётя по матери имела дружеские отношения с женой Пророка Аишой, и передала от неё большое количество хадисов.
Точная дата его рождения неизвестна, однако большинство источники указывают на 702 год. По другим источникам он родился в 699 или 705 году. Относительно смерти отца и, соответственно, начала имамата также имеются разногласия между биографами. В большинстве источников указывается 735 год, однако есть источники, которых указывается 732 и 743 год.
После трагических событий в Кербеле, и последующих гонений на Алидов со стороны правящих властей, большинство из них отошли от политической деятельности и всецело посвятили себя исламским наукам. Потомки Пророка были блестящими знатоками и передатчиками хадисов, толкователями Корана. С ранних лет молодой Джафар ас-Садик проявил особое рвение к изучению ислама. Он обучался у деда Зейна аль-Абидин и отца Мухаммада аль-Бакира.
Он жил во второй половине правления династии Омейядов в Дамаске, которая была отмечена различными восстаниями (в основном шиитскими), подъёмом Аббасидов и созданием Аббасидского халифата в Багдаде.
Сообщается, что Джафар ас-Садик сопровождал своего отца, вызванного в Дамаск по приказу омейядского халифа Хишама. В резиденции халифа Мухаммад аль-Бакир участвовал в дебатах с Нафи по поводу полномочий халифа Али ибн Абу Талиба.
Джафар ас-Садик приобрел ряд последователей и сторонников, большинство из которых придерживались шиитских взглядов. Среди его учеников были такие известные богословы как Абу Ханифа, Малик ибн Анас и Василь ибн Ата.
Джафар ас-Садик изложил основные методы фикха; его по праву можно считать одним из основателей исламской правовой науки.

### Смерть
Джафар ас-Садик умер в 765 году в Медине. Согласно шиитскому преданию, которое подвергается историками сомнению, Джафар ас-Садик был отравлен по приказу халифа аль-Мансура. Похоронен на кладбище аль-Баки рядом с могилами своего отца и дедушки Зейна аль-Абидина. Его могила была местом посещения для мусульман, особенно шиитов, пока она не была разрушена ваххабитами под руководством ибн Сауда, короля-основателя Саудовской Аравии.
После смерти Джафара ас-Садика шииты разделились на несколько общин. Исторический раскол среди шиитов обусловлен спором относительно преемственности имамов. Джафар ас-Садик назначил имамом Исмаила (ум. в 762 г.), своего старшего сына от первой жены Фатимы, но тот умер раньше него. Одни считали, что после Исмаила имам Джафар назначил имамом другого сына, Абдуллаха аль-Афтаха. Однако, большинство шиитов признало законным имамом сына Джафара ас-Садика и Хамиды — Мусу аль-Казима, который стал седьмым в ряду имамитских имамов.
Одна часть шиитов стала утверждать, что Исмаил не умер, а «скрылся»; другая часть («семеричники») считала, что после смерти Исмаила седьмым имамом следует объявить его сына Мухаммада. Обе эти части шиитов сформировали исмаилитскую ветвь шиитов.
Шииты-навуситы утверждали, что Джафар ас-Садик на самом деле не умер, а «скрылся» и вернётся в качестве махди.

## Богословская деятельность
Продолжая семейную традицию в изучении религиозных наук (хадисы, тафсир, фикх), Джафар ас-Садик стал духовным главой «умеренных» шиитов. С его именем связана деятельность и «крайних» шиитов, от которых он решительно отмежевался. Деятельность «крайних» шиитов была в основном обусловлена нестабильностью общественных отношений и идейными исканиями. Сунниты почитают Джафара ас-Садика как авторитетного знатока хадисов и правоведа. Он входит в духовные цепочки (силсила) различных суфийских братств (тарикатов).
Шииты-имамиты отводят ему исключительную роль в истории шиизма. Ему приписывается разработка доктрины имамата, в основе которого лежит манифестация вечного божественного света; создание особой богословской системы; различные молитвы и проповеди. Имамитские богословы приводят его высказывания и действия в своих сборниках хадисов и работах по фикху.
Попытка обобщить учение имама Джафара затруднено тем, что его взгляды представлены в разных противоречивых позициях. Эти противоречия использовались различными мировоззренческими школами для достижения своих целей. Почти все ранние идейные школы (за исключением, возможно, хариджитов) желали включить Джафара ас-Садика в свою школу для укрепления своих позиций. Использование имени Джафара ас-Садик в противоречивых и конкурирующих богословских и правовых традициях свидетельствует о его важности и усложняет попытку описать его учение и взгляды.
В его богословии заметно влияние мутазилитов (например, отвержение антропоморфизма). По вопросу предопределения (кадар) он отвергал догмат о свободе воли мутазилитов и в то же время не признавал и безусловное предопределение джабаритов.

### Джафр
Согласно доктрине шиитов-имамитов, все религиозные знания были получены членами семьи пророка Мухаммеда (Ахль аль-Байт) непосредственно от самого Пророка и передавались из поколения в поколение имамами. Согласно шиитской традиции, от одного имама к другому передаются эзотерические знания, которые называются словом «джафр» (букв. «окрепший ягненок»). Джафар ас-Садик, согласно шиитской традиции, обладал глубокими знаниями в области «джафра».
Сунниты отвергает возможность наличия тайных и сокровенных знаний у имамов. Большинство преданий о науке «джафр» содержится в книге Мухаммада аль-Кулайни (864—941), который считается у суннитов ненадёжным передатчиком хадисов.

### Политические взгляды
Как и его отец и дед (Зейн аль-Абидин), Джафар ас-Садик не претендовал на власть и имамат, всячески отказываясь от какого-либо участия в политической деятельности. После убийства Зейда ибн Али он понял, что многие люди, в частности иракцы, объявляли себя сторонниками, но в решающий момент отворачивались от «семьи Пророка» и покидали их. Так было и с Али ибн Абу Талибом, и с Хусайном ибн Али, и с Зейдом ибн Али.
Он сохранял мирные отношения с омейядским халифом Хишамом и аббасидским халифом аль-Мансуром. После смещения Омейядов, когда большинство шиитов ожидали, что Алиды придут к власти, он сохранил нейтралитет и отказался возглавить Алидов в борьбе за власть в Халифате. Вероятно он понимал, что реальная власть в то время находилась в руках приверженцев Аббасидов и вооружённая борьба скорее всего закончится не в его пользу.
Джафар ас-Садик отказался поддержать восстание своего дяди Зейда ибн Али (ум. в 740 г.) в эль-Куфе и даже осудил его, считая что восстание будет контрпродуктивным и в конечном счёте вредным для шиитов. Он стал свидетелем того, как аббасидский халиф аль-Мансур жестоко подавил восстание Алидов во главе с его двоюродными братьями Мухаммадом (в Хиджазе) и Ибрахимом (в Ираке). После убийства предводителей восстания начались массовые репрессии против Алидов. По этой причине Джафар ас-Садик стал убежденным противником вооруженной борьбы за власть и занимался исключительно богословской деятельностью.
Шииты считают Джафара ас-Садика своим шестым «непогрешимым» имамом, который является исполнителем воли Божьей. Имамы являются таковыми даже если не обладают никакой политической властью и не стремятся к ней. Против этого положения выступили шииты-зейдиты, которые считали, что нет пользы от имама, не стремящегося на деле возглавить общину.
Шииты объясняли политическую пассивность Джафара ас-Садика тем, что он втайне исповедовал свои воззрения, а внешне их не выдавал (такия). Некоторые группы приписывали ему некоторые воззрения, которые он никогда не высказывал (например, объявление сподвижников Пророка неверными, проклятия первых Праведных халифов, обожествление имамов). Абу-ль-Хасан аль-Ашари в «Макалате» писал о некоем шиитском даи Мухаммаде аль-Асади (убит в 760 году), который объявил Джафара ас-Садика воплощением Бога. Джафар ас-Садик публично отвергал все приписываемые ему воззрения и активно боролся с ними.
Из-за активной деятельности крайних шиитских группировок в различных регионах Халифата, халиф Абу Джафар аль-Мансур стал подозревать Джафара ас-Садика в организации восстания против его власти. Однако, Джафар ас-Садик всякий раз доказывал свою непричастность к различным заговорам, а халиф в конце концов, стал относиться к нему с большим уважением.

### Фикх
Шииты-имамиты считают Джафара ас-Садика создателем джафаритского мазхаба, признанного пятым «правоверным» толком. Вопрос о том, в какой мере правовые представления Джафара ас-Садика повлияли на формирование джафаритской правовой школы, остается нерешенным.
Джафар ас-Садик выдавал правовые решения на основании ясных смыслов Корана и сунны. Современные шииты признают только те хадисы от него, которые восходят к семье Пророка, а сунниты указывают на то, что Джафар ас-Садик никогда не разрывал отношений с потомками других сподвижников пророка.
Точно неизвестно, применял ли Джафар ас-Садик суждение по аналогии (кияс), но несомненно, что он выносил решения на основе мнения (ар-рай). Вероятно он не применял кияса и выводил решения на основании доводов разума (акль).
Суннитские богословы считают, что первоначально учение Джафара ас-Садика практически не отличались от суннитских, но после его смерти, его правовые методы приняли несколько другую форму. Шииты, естественно, это отвергают.
В имамитской литературе его высказывания по правовым вопросам являются наиболее важным источником джафаритского мазхаба.

### Ученики
Джафар ас-Садик устраивал собрания (маджалис), на которых обсуждались богословские и правовые вопросы. Он собрал вокруг себя активных мыслителей, большинство из которых жили в эль-Куфе или в Басре. Многие участники этих собраний были авторами сочинений, в которых от имени Джафара ас-Садика излагали различные вопросы формировавшейся шиитской догматики. Ему приписываются множество сочинений по хадисам, фикху, тафсиру, а также магии (Китаб аль-джафр), астрологии и алхимии. Батиниты провозгласили его создателем учения об аллегорическом толковании текста Корана, а некоторые современные исламские богословы склонны видеть в нём «отца арабской научной традиции».
Особое место среди учеников имама Джафара занимали Хишам ибн аль-Хакам (ум. 796) и Мухаммад ибн ан-Нуман (ум. 799). Хишам ибн аль-Хакам ввёл в имамитское учение ряд положений сформировавшие позже основу имамитского богословия. Мухаммад ибн ан-Нуман по прозвищу Шайтан ат-Так высказывал антропоморфические взгляды, противоречащие поздней имамитской идеологии.
«Крайний» шиит (гулат) Абуль-Хаттаб Мухаммад аль-Асади (казнён около 755 г.) заявил о своей связи Джафаром ас-Садиком. Он утверждал, что Джафар ас-Садик является Богом, а он, аль-Асади, его посланник. Джафар ас-Садик отрёкся от него, на что аль-Асади заявил, что отречение было частью «сохранения истинной природы» Джафара ас-Садика. Последователи этого учения были названы хаттабитами. Имамитская традиция отвергает какую-либо связь между имамом Джафаром и эксцентричными взглядами аль-Асади.
Среди учеников Джафара ас-Садика был «крайний» шиит аль-Муфаддаль аль-Джуфи (казнен в Куфе в 760 г.), которого Джафар ас-Садик отлучил от себя и открыто отрекся от него. Аль-Джуфи ссылался на своего «учителя-господина» в сочинениях Китаб ат-таухид, ас-Сират, аль-Хафт валь-азилла, однако его авторство остается под сомнением.
Джабир ибн Хайян писал, что Джафар ас-Садик был не только правоведом, но и мыслителем, философом, занимался естественными науками и космогонией. В отличие от шиитов, принимающих книги Ибн Хайяна, суннитские богословы всегда подвергали сомнению достоверность его трудов.

### Труды
Труды, относящиеся к учению Джафара ас-Садика делятся на несколько категорий:
1. Труды, авторство которых приписываются самому Джафару ас-Садику. Источники, в том числе и суннитские, упоминают сочинения, автором которых считается Джафар ас-Садик: «Опровержения» кадаритов, хариджитов, рафидитов, а также «Тафсир Корана[англ.]»[12].
2. Имамитские сборниках хадисов, включающие большое количество правовых и богословских высказываний, приписываемых имаму Джафару.
3. Работы учеников Джафара ас-Садика, утверждавших, что в своих работах они отразили взгляды имама.
4. Описания взглядов Джафара ас-Садика в агиографических и ересиографических источниках[13].

По мнению большинства шиитских групп, Джафар ас-Садик, применял такию, следовательно даже точное изложение его слов не может точно отражать его реальные взгляды.
О влиянии Джафара ас-Садика на суфийскую традицию можно увидеть комментариях к Корану, носящих в целом «мистический» характер. Джафару ас-Садику приписывается объёмный комментарий под названием Тафсир аль-Куран и более короткие работы «Манафи савар аль-Куран» и «Кавасаса аль-Куран аль-азам». Герхард Боуэринг считает «подозрительным» авторство книги Тафсир аль-Куран из-за «загадочной» цепочки её передачи (иснад). Стиль тафсиров, демонстрирующих мастерство лексики исламского мистицизма, могут указывать на то, что они написаны после смерти Джафара ас-Садика. Толкования Джафара ас-Садика нашли место в двух суфийских тафсирах в Абу Абдуррахмана ас-Сулами и широко цитируется поздними суфиями. В книгах «Хакаик ат-тафсир» и «Зиадат Хакаик ат-тафсир» Абдуррахман ас-Сулами цитирует Джафара ас-Садика чаще, чем кого-либо.